# 沿岸監視隊 (陸上自衛隊)
沿岸監視隊（えんがんかんしたい、JGSDF Coast Observation Unit）は、陸上自衛隊の情報科部隊の一つである。

## 概要
日本の沿岸を航行する船舶の情報収集を主任務とする。定点で監視を行う沿岸監視隊が3個隊編成されている。また、移動式の器材を装備した移動監視隊がかつて編成されていた時期があるが、無人偵察機隊と併合し、『情報収集隊』として編成された。
かつては諸職種混成部隊であったが、情報科職種が2010年（平成22年）3月に新設され情報科部隊となった。隊長はいずれの部隊も2等陸佐をもって充てられる。
任務は情報収集であり、侵攻してきた敵の対処は他の部隊が行うため、武器は隊員および装備品を防護するための小火器のみである。
南鳥島では海上自衛隊の南鳥島航空派遣隊が国境警備や監視を行っている。

## 部隊一覧
2025年（令和7年）現在、沿岸監視部隊に類別される部隊は以下のとおり。
沿岸監視隊の一覧
- 第301沿岸監視隊（稚内分屯地）北部方面情報隊
- 第302沿岸監視隊（標津分屯地）北部方面情報隊
- 与那国沿岸監視隊（与那国駐屯地）西部方面情報隊

廃止された移動監視隊の一覧
- 北部方面移動監視隊（倶知安駐屯地）北部方面情報隊：2025年（令和7年）３月23日に中部方面情報収集隊に改組。
- 中部方面移動監視隊（今津駐屯地）中部方面情報隊：2025年（令和7年）３月23日に中部方面情報収集隊に改組。
- 西部方面移動監視隊（北熊本駐屯地）西部方面情報隊：2025年（令和7年）３月23日に西部方面情報収集隊に改組。

## 部隊配置
- 北部方面隊
  - 北部方面情報隊（札幌駐屯地）
    - 第301沿岸監視隊（稚内分屯地）
      - 派遣隊（礼文分屯地）

    - 第302沿岸監視隊（標津分屯地）
      - 羅臼分室（羅臼町）
      - 野付分室（野付半島）

- 西部方面隊
  - 西部方面情報隊（健軍駐屯地）
    - 与那国沿岸監視隊（与那国駐屯地）

## 沿岸監視隊
沿岸監視隊（えんがんかんしたい）は、陸上自衛隊の方面情報隊隷下の情報科部隊で北部方面隊に2個、西部方面隊に1個が編成されている。

### 第301沿岸監視隊
第301沿岸監視隊（さんまるいちえんがんかんしたい）は、陸上自衛隊稚内分屯地に駐屯する北部方面情報隊隷下の情報科部隊である。隊長は2等陸佐で稚内分屯地司令を兼務する。自衛のために軽武装し、レーダーや光学機器などを活用して宗谷海峡を航行する船舶の警戒・監視、情報収集を主任務とする。礼文島の礼文分屯地に派遣隊を配置して死角を補っている。
- 創設　　：1955年（昭和30年）12月1日
- 編成地　：札幌駐屯地
- 部隊長　：2等陸佐
- 隊旗　　：水色の大隊旗
- 車両表示：301沿監
- 編成　　：
  - 第301沿岸監視隊本部
  - 隊本部班
  - 情報班
  - 通信器材班
  - 派遣隊（礼文分屯地）
    - 隊本部班
    - 情報班

- 駐屯地　：

1. 札幌駐屯地：1955年（昭和30年）12月1日から
2. 稚内分屯地：1956年（昭和31年）10月15日から

- 上級部隊：

1. 北部方面隊直轄：1955年（昭和30年）12月1日から
2. 北部方面情報隊：2013年（平成25年）3月26日から

### 第302沿岸監視隊
第302沿岸監視隊（さんまるにえんがんかんしたい）は、陸上自衛隊標津分屯地に駐屯する北部方面情報隊隷下の情報科部隊である。隊長は2等陸佐で標津分屯地司令を兼務する。自衛のために軽武装し、レーダーや光学機器などを活用して根室海峡を航行する船舶の警戒、監視、情報収集を主任務とする。羅臼町に羅臼分室を配置して、沿岸監視レーダや高倍率の光学監視装置で国後島を監視する。
- 創設　　：1956年（昭和31年）7月10日
- 編成地　：標津分屯地
- 部隊長　：2等陸佐
- 隊旗　　：水色の大隊旗
- 車両表示：302沿監
- 編成　　：
  - 第302沿岸監視隊本部
  - 隊本部班
  - 情報班
  - 通信器材班
  - 羅臼分室（羅臼町）
- 上級部隊：

1. 北部方面隊直轄：1956年（昭和31年）7月10日から
2. 北部方面情報隊：2013年（平成25年）3月26日から

### 与那国沿岸監視隊
与那国沿岸監視隊（よなぐにえんがんかんしたい）は、陸上自衛隊与那国駐屯地に駐屯する西部方面情報隊隷下の情報科部隊である。南西諸島の警戒・監視を主任務とする。隊長は2等陸佐が充てられ、与那国駐屯地司令を兼務する。定員は約110名（新編時）。
- 創設　　：2016年（平成28年）3月28日
- 編成地　：与那国駐屯地
- 部隊長　：2等陸佐
- 隊旗　　：水色の大隊旗
- 車両表示：与那国沿監
- 編成　　：
  - 与那国沿岸監視隊本部（約10名）
  - レーダー班（約20名）
  - 監視班（約10名）
  - 警備小隊（約30名）
  - 整備班　※後方支援隊から縮小改編

- 警備隊区：与那国町[2]
- 上級部隊：西部方面情報隊
- 備考　　：新編時は、後方支援隊が編成にあり駐屯地管理業務を行っていたが、与那国駐屯地業務隊の編成により廃止され業務を移管した。

## 移動監視隊（廃止）

### 北部方面移動監視隊
北部方面移動監視隊（ほくぶほうめんいどうかんしたい）は、陸上自衛隊倶知安駐屯地に駐屯していた北部方面情報隊隷下の情報科部隊で2025年（令和7年）３月23日に北部方面無人偵察機隊との併合により廃止された。北部方面管内の沿岸監視を主要任務としていた。定員は50名。
- 創設　　：2017年（平成29年）3月27日
- 編成地　：倶知安駐屯地
- 部隊長　：2等陸佐
- 隊旗　　：水色の大隊旗
- 車両表示：北方移監
- 編成　　：
  - 北部方面移動監視隊本部
  - 第1小隊[3]
  - 第2小隊

- 主要装備：
  - 地上レーダー装置1号（改）[4]
  - 近距離監視装置
  - 高感度撮影装置

- 上級部隊：北部方面情報隊

- 廃止　　：2025年（令和7年）３月23日
- 廃止地　：倶知安駐屯地
- 後継部隊：北部方面情報収集隊の一部
- 備考　　：北部方面無人偵察機隊（静内駐屯地）と併合し、北部部方面情報収集隊を新編。

### 中部方面移動監視隊
中部方面移動監視隊（ちゅうぶほうめんいどうかんしたい）は、陸上自衛隊今津駐屯地に駐屯していた中部方面情報隊隷下の情報科部隊で2025年（令和7年）３月23日に中部方面無人偵察機隊との併合により廃止された。第13旅団の第13偵察隊（出雲駐屯地）と連携し、中部方面管内の日本海沿岸監視を主要任務としていた。定員は50名。
- 創設　　：2008年（平成20年）3月26日
- 編成地　：今津駐屯地
- 部隊長　：2等陸佐
- 隊旗　　：水色の大隊旗
- 車両表示：中方移監

- 主要装備：
  - 地上レーダー装置1号（改）
  - 近距離監視装置
  - 高感度撮影装置

- 上級部隊：

1. 中部方面隊直轄：2008年（平成20年）3月26日から
2. 中部方面情報隊：2010年（平成22年）3月26日から廃止まで

- 廃止　　：2025年（令和7年）３月23日
- 廃止地　：今津駐屯地
- 後継部隊：中部方面情報収集隊の一部
- 備考：中部方面無人偵察機隊（今津駐屯地）と併合し、中部方面情報収集隊を新編[5]。

### 西部方面移動監視隊
西部方面移動監視隊（せいぶほうめんいどうかんしたい）は、陸上自衛隊北熊本駐屯地に駐屯していた西部方面情報隊隷下の情報科部隊で2025年（令和7年）３月23日に西部方面無人偵察機隊との併合により廃止された。西部方面管内の沿岸監視を主要任務としていた。
- 創設　　：2023年（令和5年）3月16日
- 編成地　：北熊本駐屯地
- 部隊長　：2等陸佐
- 隊旗　　：水色の大隊旗
- 車両表示：西方移監

- 主要装備：
  - 地上レーダー装置1号（改）
  - 近距離監視装置
  - 高感度撮影装置

- 上級部隊：西部方面情報隊

- 廃止　　：2025年（令和7年）３月23日
- 廃止地　：北熊本駐屯地
- 後継部隊：西部方面情報収集隊の一部
- 備考：西部方面無人偵察機隊（飯塚駐屯地）と併合し、西部方面情報収集隊を新編[5]。

## 沿革
- 1955年（昭和30年）12月1日：北部方面隊直轄部隊として第301沿岸監視隊が札幌駐屯地に新編。
- 1956年（昭和31年）
  - 7月10日：北部方面隊直轄部隊として第302沿岸監視隊が標津分屯地に新編。
  - 10月15日：第301沿岸監視隊が札幌駐屯地から稚内分屯地に移駐。
- 1968年（昭和43年）3月1日：第301沿岸監視隊派遣隊が礼文分屯地に新編。
- 1972年（昭和47年）：第302沿岸監視隊羅臼分室を設置。
- 2008年（平成20年）3月26日：中部方面隊直轄部隊として中部方面移動監視隊が今津駐屯地に新編。
- 2010年（平成22年）3月26日：中部方面移動監視隊が新編の中部方面情報隊に編合。
- 2013年（平成25年）3月26日：第301沿岸監視隊、第302沿岸監視隊が新編の北部方面情報隊に編合。
- 2016年（平成28年）3月28日：西部方面情報隊の隷下に与那国沿岸監視隊が与那国駐屯地に新編。
- 2017年（平成29年）3月27日：北部方面情報隊の隷下に北部方面移動監視隊が倶知安駐屯地に新編。
- 2023年（令和05年）3月16日：

1. 与那国沿岸監視隊後方支援隊（与那国駐屯地）を廃止し与那国沿岸監視隊整備班に改編。駐屯地管理業務を新編の与那国駐屯地業務隊に移管[6]。
2. 西部方面情報隊の隷下に西部方面移動監視隊が北熊本駐屯地に新編。

- 2025年（令和07年）3月24日：

1. 北部方面移動監視隊（倶知安駐屯地）、北部方面無人偵察機隊（静内駐屯地）を廃止統合し、北部方面情報隊の隷下に北部方面情報収集隊が倶知安駐屯地に新編。
2. 中部方面移動監視隊（今津駐屯地）、中部方面無人偵察機隊（今津駐屯地）を廃止統合し、中部方面情報隊の隷下に中部方面情報収集隊が今津駐屯地に新編。
3. 西部方面移動監視隊（北熊本駐屯地）、西部方面無人偵察機隊（飯塚駐屯地）を廃止統合し、西部方面情報隊の隷下に西部方面情報収集隊が北熊本駐屯地に新編。
4. 東部方面情報隊の隷下に東部方面情報処理隊が北富士駐屯地に新編。